# Aratoca
Aratoca est une municipalité située dans le département de Santander en Colombie.